# Liste der Monuments historiques in La Bouëxière
Die Liste der Monuments historiques in La Bouëxière führt die Monuments historiques in der französischen Gemeinde La Bouëxière auf.

## Liste der Bauwerke
| Bezeichnung                        | Beschreibung | Standort      | Kennzeichnung | Schutzstatus | Datum | Bild |
| ---------------------------------- | ------------ | ------------- | ------------- | ------------ | ----- | ---- |
| Befestigung mit Kapelle und Brücke |              | Chevré (Lage) | PA00135271    | Inscrit      | 1995  |      |

## Liste der Objekte
- Monuments historiques (Objekte) in La Bouëxière in der Base Palissy des französischen Kultusministeriums